# Rue Marivaux (Nantes)
Pour l’article homonyme, voir Rue Marivaux.
La rue Marivaux est une voie située à Nantes, en France.

## Situation et accès
Cette rue du centre-ville relie la place Paul-Émile-Ladmirault à la rue Lesage, est bitumée et ouverte à la circulation automobile.

## Origine du nom
La voie rend hommage à Pierre Carlet de Chamblain de Marivaux (1688-1763), dramaturge français.

## Historique
La voie, a porté le nom de « rue Guillaume-Tell », avant d'être baptisée « rue Marivaux ». 

## Bâtiments remarquables et lieux de mémoire
Le no 1 de la rue abrite SciencesCom (devenue Audencia SciencesCom en 2016), grande école privée de communication qui doit néanmoins quitter ses locaux pour celui de Médiacampus dont la construction débute le 3 novembre 2015, dans le quartier de la Création, sur l'île de Nantes. Le futur bâtiment doit également accueillir la chaîne de télévision locale Télénantes, offrant ainsi une véritable synergie entre les deux institutions.